# Ariel Ortega
Ariel Arnaldo »El Burrito« Ortega (* 4. März 1974 in Libertador General San Martín, Departamento Ledesma) ist ein ehemaliger argentinischer Fußballspieler.

## Karriere

### Vereine
Seit August 2006 spielt Ortega für den argentinischen Verein River Plate, davor war er schon zweimal für denselben Verein tätig sowie für den FC Valencia, Sampdoria Genua, den AC Parma, Fenerbahçe Istanbul und die Newell’s Old Boys aktiv. In der Saison 2008/09 war er an den argentinischen Zweitligisten Independiente Rivadavia ausgeliehen.
Einen Wendepunkt in seiner Karriere markierte die Zeit bei Fenerbahçe Istanbul. Er hatte immer wieder Probleme mit dem damaligen deutschen Fenerbahçe-Trainer Werner Lorant. Werner Lorant ließ den Argentinier bei den wichtigsten Spielen, wie z. B. bei der Champions-League-Qualifikation gegen Feyenoord Rotterdam, auf der Bank sitzen. Unter anderem wegen dieser Streitigkeiten entschied sich Ortega, den Vertrag mit dem Verein 2003 vorzeitig abzubrechen. Fenerbahçe verklagte den offensiven Mittelfeldstar bei der FIFA daraufhin auf zwanzig Millionen Euro. Fenerbahçe behielt recht, Ortega musste die Geldstrafe bezahlen und wurde zusätzlich für eineinhalb Jahre von der FIFA gesperrt. Nach seiner Sperre machte er in Argentinien bei den Clubs Newell’s Old Boys und River Plate einen erfolgreichen Neuanfang in seiner Karriere.

### Nationalmannschaft
Ortega bestritt 87 Länderspiele für die Argentinische Fußballnationalmannschaft und nahm an den Fußball-Weltmeisterschaften 1994, 1998 und 2002 teil.
Sieben Jahre nach seinem letzten Einsatz im Jahr 2003 nominierte Nationaltrainer Diego Maradona ihn am 28. April 2010 im Alter von 36 Jahren überraschend in den Kader für das Spiel gegen Haiti am 5. Mai 2010.

## Spielstil und Position
Ortega spielte in seiner Karriere zumeist als Hängende Spitze, wird aber auch als Stürmer und im offensiven Mittelfeld eingesetzt.
Ortega gilt als sehr dribbelstarker und technisch herausragender Spieler, der sowohl Tore erzielen, als auch geschickt Mitspieler in Szene setzen kann. Sein Spitzname »Burrito Bailador« (tanzbegabtes Eselchen) drückt seinen fintenreichen und auf das Dribbling hin ausgerichteten Spielstil aus.

## Erfolge
- Copa Libertadores: 1996
- Argentinische Apertura: 1991, 1993, 1995, 2004
- Argentinische Clausura: 2002, 2008
- Italienischer Supercup: 1999